# キシミー (フロリダ州)
キシミー（Kissimmee、[kɪˈsɪmiː] kə-SIM-ee）は、アメリカ合衆国フロリダ州の都市。オセオラ郡の郡庁所在地である。人口は7万9226人（2020年）。オーランドの南方に位置している。

## 歴史
この地域は当初、南軍の将軍J・H・アレン将軍の名前からアレンデールと名付けられていた。彼はメアリー・ベルという名の貨物蒸気船をキシミー川に沿って運航した。
市として法人化された1883年に、キシミーに改名された。キシミーという名前は、ネイティブアメリカンの言葉で「長い水（long water）」という意味の、Cacemaからきている 。
市の成長は、フィラデルフィアのハミルトン・ディストンの功績によるところが大きい。彼は購入した400万エーカー（8,000km2）の土地に排水路を整備した。
彼は財政的に不安定なフロリダで南部の土地の排水をする契約をした。彼はほぼ半分の土地の排水に成功した。ディストンはこの計画によってアメリカでもっとも広い土地の所有者となった。
ディストンが浚渫や土地投機を行うためには、新しい水路に沿って人や物資を運搬するために小型蒸気船が必要だった。キシミーの造船所で生産していたのはほとんどが大型蒸気船であり、キシミーは文明社会に一歩先んじていた。
同時に、南フロリダ鉄道の路線もサンフォードからキシミーまで延長され、トホピーカリーガ湖にも面していたキシミーは中央フロリダの交通結節点となった。
しかしキシミーの全盛期は長く続かなかった。鉄道輸送の広がりは、蒸気船による貨物や旅客の輸送を脅かした。1884年までに、南フロリダ鉄道はタンパまで路線が延長された。1893年恐慌はアメリカがこれまでに経験した中で最悪の不景気であった。土地投機は破綻し、不良債権が残された。
ハミルトン・ディストンはキシミーの土地の運用を放棄した。1894年から1895年にかけて襲った寒波により、柑橘類が壊滅的な打撃を受けた。この寒波による影響や、さらに南フロリダの発展に相まって蒸気船産業がオキーチョビー湖に移転したこともあり、キシミーの産業は牧畜に頼ることになった。
キシミーの人口は1950年に4,310人であった。当時は柑橘類の包装や大規模な牧畜が主な産業だった。
近隣にウォルト・ディズニー・ワールド・リゾートが開業した1971年まで、牧畜は市の経済の重要な一部分であった。その後牧場の大部分は分譲地や観光のために取って代わられた。それでも、現在も牧場は市の近隣、特にオセオラ郡南部に点在している。
2004年8月13日、ハリケーン・チャーリーがキシミーを通過し、時速100マイルを超える暴風が家屋を襲った。市の至る所で木々が倒され、電線が切断された。
キシミー公益事業局は、停電から72時間以内に54％の住民に電気を復旧させ、1週間以内には85％まで復旧した。すべての停電が復旧したのは8月28日だった。ハリケーン・チャーリーの3週間後にも、ハリケーン・フランシスがこの地域を襲い、さらにその3週間後にはハリケーン・ジャンヌが襲った。

## 地理
キシミーは北緯28度18分14秒 西経81度24分46秒 / 北緯28.30389度 西経81.41278度に位置している。 

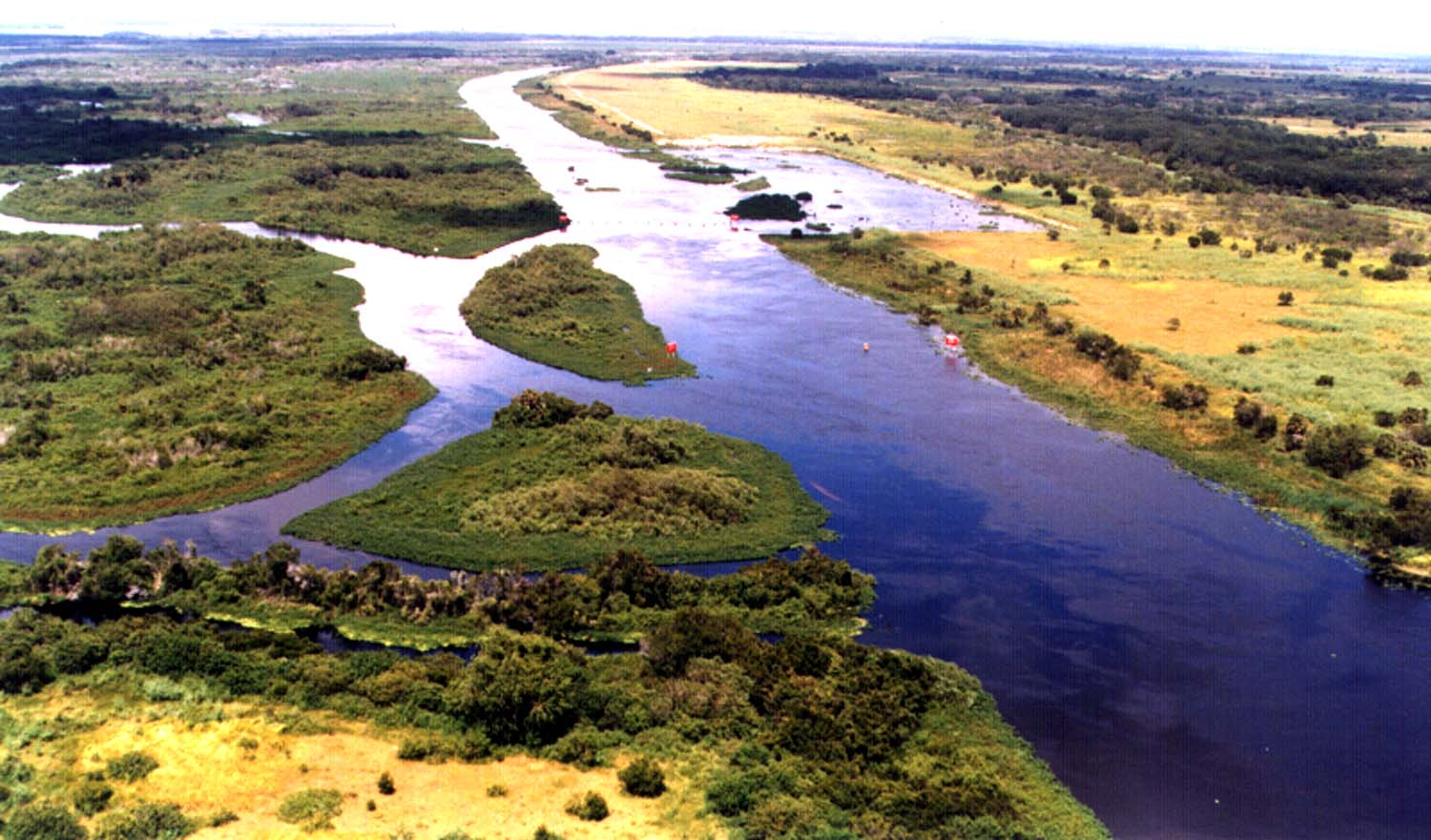
キシミー川

アメリカ合衆国国勢調査局によると、市域全面積は17.32平方マイル (44.9 km2)で、このうち陸地が16.7平方マイル (43 km2)、水域が0.6平方マイル (2 km2)、水域率は3.7%である。
オセオラ郡では、キシミーとセントクラウド市のみが法人化された自治体である。両市はアメリカ国道192号線、441号線で結ばれている。

### 気候
キシミー周辺地域の気候は、蒸し暑い夏と通常は温和な冬が特徴である。ケッペンの気候区分によると、キシミーは温暖湿潤気候（Cfa）に分類される。

### 水資源
市はトホピーガリーガ湖（地元ではトホ湖、西トホ湖、もしくは単にウェスト・レイクと呼ばれている）の北西岸に位置している。エバーグレーズの源流とも見なされているシングル川が市内を流れている。

### ダウンタウン
ダウンタウン地域はアメリカ国道17号線・国道92号線の重複区間と192号線の交差点付近に広がっている。キシミーのダウンタウンには高層建築物はみられず、ほとんどの建物が2階か3階建てである。ダウンタウンで最も高い建物はオセオラ郡裁判所である。
国道17/92号線に沿って市の中心部を通る、メイン・ストリート、ブロードウェイ・ストリート、エメット・ストリートの3つの一続きになった道路が市の大通りである。

## 人口動態
以下は2000年の国勢調査による人口統計データである。
| 基礎データ - 人口: 47,814人 - 世帯数: 17,121 世帯 - 空家: 20.4% - 家族数: 11,813 家族 - 人口密度: 1,106.8人/km2（2,866.6人/mi2） - 住居数: 19,642 軒 - 住居密度: 454.7軒/km2（1,177.6 軒/mi2） 人種別人口構成 - 白人: 67.22% - アフリカン・アメリカン: 9.99% - ネイティブ・アメリカン: 0.52% - アジア人: 3.38% - 太平洋諸島系: 0.10% - その他の人種:14.15% - 混血: 4.66% - ヒスパニック・ラテン系: 41.73% 年齢別人口構成 - 18歳未満: 27.0% - 18-24歳: 12.0% - 25-44歳: 34.9% - 45-64歳: 18.5% - 65歳以上: 7.6% - 年齢の中央値: 31歳 - 性比（女性100人あたり男性の人口） - 総人口: 98.1 - 18歳以上: 95.8 | 世帯と家族（対世帯数） - 18歳未満の子供がいる: 37.4% - 結婚・同居している夫婦: 47.2% - 未婚・離婚・死別女性が世帯主: 15.8% - 非家族世帯: 31.0% - 単身世帯: 20.9% - 65歳以上の老人1人暮らし: 4.9% - 平均構成人数 - 世帯: 2.77人 - 家族: 3.21人 収入と家計 - 収入の中央値 - 世帯: 33,949 米ドル - 家族: 36,361米ドル - 性別 - 男性: 25,851米ドル - 女性: 21,025米ドル - 人口1人あたり収入: 15,071米ドル - 貧困線以下 - 男性: 12.3% - 女性: 15.4% - 18歳以下: 19.0% - 65歳以上: 10.2% |

2010年時点で、キシミーの人口は59,682人であった。そのうちヒスパニックは58.9％（プエルトリコ人33.1%、ドミニカ人5.1%、コロンビア人4.0%、メキシコ人3.9%、キューバ人2.6%、ベネズエラ人1.4%、エクアドル人0.9%、エルサルバドル人0.7%、ペルー人0.7%、ホンジュラス人0.6%、ニカラグア人0.6%）またはラテン系、
ヒスパニックを除いた白人は26.2％、ヒスパニックを除いたアフリカン・アメリカンは9.6％、ヒスパニックの黒人は2.8％、ネイティブ・アメリカンは0.6％、アジア人は3.4％（インド人1.1%、フィリピン人0.8%）、太平洋諸島系は0.1％、ヒスパニックを除いたその他の人種は0.4%、混血は4.7%だった。

## 交通
キシミー駅があり、アムトラックの長距離列車やサンレールの通勤列車が停車する。またグレイハウンドのバス停もある。さらにLynxが運行しているバスのターミナルもある。
キシミー・ゲートウェイ空港では4つの事業者(FBO)がこの地域で航空サービスを展開している。キシミー・ゲートウェイ空港には長さ5000フィート、6000フィートの滑走路が1本ずつあり、24時間体制で一般航空の離着陸を行っている。
空港には2校の航空学校のほか、航空博物館もある。オーランド国際空港へはキシミーから車で15分ほどで到達できる。
陸路では、フロリダ・ターンパイク、州間高速道路4号線、オセオラ・パークウェイ、アメリカ国道192号線といった幹線道路が通っている。他に重要な道路はアメリカ国道17/92号線、フロリダ州道423号線（ジョン・ヤング・パークウェイとしても知られる）などがある。

## 見どころ
- コロニアル・エステート
- ファースト・ユナイテッド・メソジスト教会
- モニュメント・オブ・ステイツ
- ホリー・レディーマー・カトリック教会
- オセオラ・センター・フォー・ジ・アーツ
- オセオラ郡裁判所
- オセオラ郡ウェルカムセンター & 歴史博物館
- メイキンソン島
- パイン島
- グラス島
- オールドタウン（遊園地）
- オレンジ・ワールド

### かつての見どころ
- ウォーターマニア
- ザナドゥ・ハウス
- スプレンディド・チャイナ
- ジャングルランド
- オセオラ・スクウェア・モール
- ジャングルランド・ズー - 2014年末に閉鎖

## スポーツ

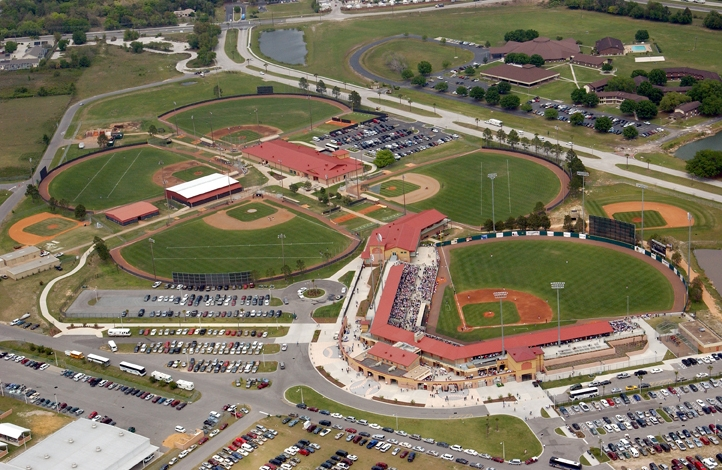
オセオラ・カウンティ・スタジアム。奥に見えるのはジョンソン大学フロリダ校。

ヒューストン・アストロズはキシミーのオセオラ・カウンティ・スタジアムでスプリングトレーニングを実施している。
このスタジアムでは、キャンプ期間以外にはUSSSA（United States Specialty Sports Association）、トリプルクラウン・スポーツ、世界野球連盟、プロモーション・スポーツなど多数のアマチュア野球のイベントが開催される。1994年に設立されたジム・エバンス審判学校は毎年1月第1週から2月第2週までの5週間、スタジアム内で講義やトレーニングを行っている。

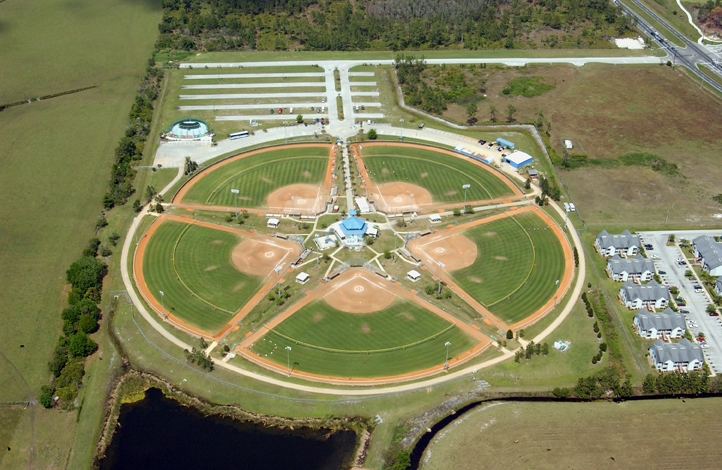
オセオラ郡ソフトボール場

オセオラ郡ソフトボール場は5面のソフトボール場がある施設で、多様なアマチュアのスポーツイベントが催されている。2005年にはUSSSAのコンプレックス・オブ・ザ・イヤー杯が開催されたほか、レベル・スプリング・ゲームズ等、多くのファストピッチルール、スローピッチルールの大会、また少年野球のイベントも行われる。
オースティン・ティンデール広域公園にはスポーツ施設があり、年間を通じて様々なイベントを開催している。
市ではNCCAA（National Christian College Athletic Association）に加盟している学校で争われる、男子サッカーのナショナル・チャンピオンシップ・トーナメントも開催される。

## レクリエーション

### イベント
オセオラ・ヘリテージ・パークはコンサート会場（シルバー・スパーズ・アリーナ）、スポーツスタジアム（オセオラ・カウンティ・スタジアム）等が併設されているイベント施設である。シルバー・スパーズ・アリーナではヒラリー・ダフ、ボブ・ディラン等のコンサートからロデオのイベントに至るまで、様々な催し物が行われている。
エホバの証人はシルバー・スパーズ・アリーナで毎年地区大会を開催している。2008年、エホバの証人は英語やスペイン語での地区大会を数多く開催し、キシミー周辺でも3日間のイベントで数千人の参加者が集まった。

### 公園
キシミーには多くの公園がある。
- キシミー・レイクフロント・パーク - 2000万ドルの公共事業で整備された。
- メイキンソン島公園
- バブ・パーク・アット・シングル・クリーク
- ステッフ・ランディング・アット・シングル・クリーク
- ツイン・オークス保全地域 - 地元では夕日で人気の場所となっている
- スコッティズ・ランディング

### 自転車
シングル・クリーク・リージョナル・トレイル（SCRT）は政府が計画している自転車道で、最終的にはキシミーとオーランドとの間を32マイルで結ぶ予定となっている。環境の影響を受けやすいシングル川に沿っており、この川はオバマ大統領のグレート・アウトドア計画にも含まれている。
トレイルの各部分は最近開通しており、2016年までには大部分が完成する見込みである。道幅は12フィートで、様々な橋や舗装道路で構成されている。ほとんどの区間は未開発地域を通っている。

### ゴルフ
キシミーにはいくつものゴルフコース、ミニゴルフコースがある。

### ショッピング
ジョン・ヤング・パークウェイと、オレンジ郡とオセオラ郡の郡境になっているオセオラ・パークウェイの角に屋外型ショッピングモールのループ（Loop）がある。アメリカン・イーグル、コールズ（Kohls）、ベスト・バイなどの店舗や、シネマコンプレックスもモール内にある。

### 近隣
キシミーはオーランドから近く、ユニバーサル・オーランド・リゾートやシーワールド、レイクブエナビスタ市とベイレイク市にはウォルト・ディズニー・ワールド・リゾートがある。観光客はこれらのテーマパークへ市内を通って容易にアクセスできる。

## 経済
市の包括的年間財務報告書2011年版によると、市内の大きな雇用者トップ10は以下の通りである。
| 順位 | 雇用主                                                 | 従業員数 |
| ---- | ------------------------------------------------------ | -------- |
| 1    | オセオラ郡教育学区                                     | 6,425    |
| 2    | ウォルト・ディズニー・カンパニー                       | 3,700    |
| 3    | ウォルマート                                           | 2,730    |
| 4    | ゲイロード・パームス・リゾート＆コンベンションセンター | 1,445    |
| 5    | オセオラ郡                                             | 1,604    |
| 6    | オセオラ地域医療センター                               | 1,357    |
| 7    | パブリックス                                           | 1,350    |
| 8    | フロリダ・ホスピタル・セレブレーション・ヘルス         | 1,300    |
| 9    | マクレーン社                                           | 900      |
| 10   | キシミー市                                             | 646      |

## 教育
キシミーはオセオラ郡教育学区に属している。

### 小学校
- ボギー・クリーク小学校
- セントラル・アベニュー小学校
- チェスナット小学校
- サイプレス小学校
- ディアウッド小学校
- ハイランズ小学校
- キシミー小学校
- ミル・クリーク小学校
- パーティン・セトルメント小学校
- プレザント・ヒル小学校
- リーディ・クリーク小学校
- サンライズ小学校
- サッカー・アベニュー小学校
- ベンチュラ小学校
- ウェストサイド・K-8スクール
- フローラ・リッジ小学校

### 中学校
- デン・ジョン中学校
- ディスカバリー中学校
- ホライズン中学校
- キシミー中学校
- ネプチューン中学校
- パークウェイ中学校
- ニュー・ビギニングス・エデュケーション・コンプレックス（オルタナティブ・スクール）

### 小中一貫校
- キシミー・チャーター・アカデミー
- Bellalago Academy Charter School
- ウェストサイド・K-8スクール

### 高校
- ゲートウェイ高校
- リバティ高校
- オセオラ郡美術学校（第6～12学年）
- オセオラ高校
- PATHS@TECO
- ポインシアーナ高校
- セレブレーション高校 - 2009年から国際バカロレアを実施している。

### 私立学校
- フリーダムランド・クリスチャン・アカデミー（第3～12学年）
- ヘリテージ・クリスチャン・スクール（第3～12学年）
- シャディ・オークス・プライベート・スクール（～第5学年、1969年設立）
- ノース・キシミー・クリスチャン・スクール（第3～12学年、1995年設立）
- ホリー・レディーマー・カトリック・スクール（～第8学年）
- オセオラ・アドベンティスト・クリスチャン・スクール（～第8学年）
- ポインシアーナ・アカデミー
- シティ・オブ・ライフ（第3～12学年、1994年設立）

### 大学
- バレンシア大学オセオラキャンパス
- セントラルフロリダ大学オセオラキャンパス
- ジョンソン大学フロリダ校（以前のフロリダ・クリスチャン・カレッジ）

### 公立図書館
オセオラ図書館システムはキシミーでハート記念中央図書館を運営している。

### 週末教育
日本語補習授業校のオーランド日本語補習校は、以前にキシミー教会とトリニティ・ルーテル教会で授業を行っていた。

## 著名な住人
- バッサー・クレメンツ - ブルーグラスミュージシャン
- キング・ハク - 元力士、プロレスラー。
- ジェームズ・ミッチェル - プロレス・マネージャー。